# Raión de Radéjiv
Radéjiv (en ucraniano: Радехівський район) fue un raión o distrito de Ucrania en la óblast de Leópolis. En la reforma territorial de 2020, su territorio fue incluido en el raión de Chervonohrad.
Comprendía una superficie de 1144 km².
La capital era la ciudad de Radéjiv.

## Subdivisiones
Comprendía la ciudad de importancia distrital de Radéjiv, el asentamiento de tipo urbano de Lopatyn y 31 consejos rurales. Había un total de 71 localidades en el raión.

## Demografía
Según estimación 2010 contaba con una población total de 52439 habitantes.

## Otros datos
El código KOATUU es 4623900000. El código postal 80200 y el prefijo telefónico +380 3255.